# Lijst van voetbalinterlands Bahrein - Japan
Deze lijst van voetbalinterlands is een overzicht van alle officiële voetbalwedstrijden tussen de nationale teams van Bahrein en Japan. De landen speelden tot op heden dertien keer tegen elkaar. De eerste ontmoeting was een wedstrijd op de Aziatische Spelen 1978 in Bangkok (Thailand) op 12 december 1978. Het laatste duel, een kwalificatiewedstrijd voor het Wereldkampioenschap voetbal 2026, vond plaats in Saitama op 20 maart 2025.

## Wedstrijden
| №  | Plaats  | Datum             | Competitie                 | Wedstrijd       | Uitslag |
| -- | ------- | ----------------- | -------------------------- | --------------- | ------- |
| 1  | Bangkok | 12 december 1978  | Aziatische Spelen 1978     | Japan – Bahrein | 4 – 0   |
| 2  | Jinan   | 3 augustus 2004   | Azië Cup 2004              | Bahrein – Japan | 3 – 4   |
| 3  | Saitama | 30 maart 2005     | WK 2006 kwalificatie       | Japan – Bahrein | 1 – 0   |
| 4  | Riffa   | 3 juni 2005       | WK 2006 kwalificatie       | Bahrein – Japan | 0 – 1   |
| 5  | Riffa   | 26 maart 2008     | WK 2010 kwalificatie       | Bahrein – Japan | 1 – 0   |
| 6  | Saitama | 22 juni 2008      | WK 2010 kwalificatie       | Japan – Bahrein | 1 – 0   |
| 7  | Riffa   | 6 september 2008  | WK 2010 kwalificatie       | Bahrein – Japan | 2 – 3   |
| 8  | Riffa   | 28 januari 2009   | Azië Cup 2011 kwalificatie | Bahrein – Japan | 1 – 0   |
| 9  | Saitama | 28 maart 2009     | WK 2010 kwalificatie       | Japan – Bahrein | 1 – 0   |
| 10 | Toyota  | 3 maart 2010      | Azië Cup 2011 kwalificatie | Japan – Bahrein | 2 – 0   |
| 11 | Doha    | 31 januari 2024   | Azië Cup 2023              | Bahrein − Japan | 1 − 3   |
| 12 | Riffa   | 10 september 2024 | WK 2026 kwalificatie       | Bahrein – Japan | 0 − 5   |
| 13 | Saitama | 20 maart 2025     | WK 2026 kwalificatie       | Japan – Bahrein | 2 – 0   |

## Samenvatting
| Competitie            | Totaal gespeeld | Winst Bahrein | Gelijk | Winst Japan | Doelsaldo Bahrein – Japan |
| --------------------- | --------------- | ------------- | ------ | ----------- | ------------------------- |
| WK-kwalificatie       | 8               | 1             | 0      | 7           | 3 − 14                    |
| Azië Cup              | 2               | 0             | 0      | 2           | 4 − 7                     |
| Azië Cup-kwalificatie | 2               | 1             | 0      | 1           | 1 − 2                     |
| Aziatische Spelen     | 1               | 0             | 0      | 1           | 0 − 4                     |
| Totaal                | 13              | 2             | 0      | 11          | 8 − 27                    |

Wedstrijden bepaald door strafschoppen worden, in lijn met de FIFA, als een gelijkspel gerekend.
BFA · A-internationals · Bondscoaches · Statistieken · Bahreins vrouwenelftal · Bahrein U21 · Bahrein U20 · Bahrein U19 · Bahrein U18 · Bahrein U17
1966 – 1979 · 
1980 – 1989 · 
1990 – 1999 · 
2000 – 2009 · 
2010 – 2019 ·
2020 − 2029
Asian Cup 2004 · 
Asian Cup 2007 · 
Asian Cup 2011
1966 · 
1967 · 1968 · 1969 · 
1970 · 
1971 · 
1972 · 
1973 · 
1974 · 
1975 · 
1976 · 
1977 · 
1978 · 
1979 · 
1980 · 
1981 · 
1982 · 
1983 · 
1984 · 
1985 · 
1986 · 
1987 · 
1988 · 
1989 · 
1990 · 
1991 · 
1992 · 
1993 · 
1994 · 
1995 · 
1996 · 
1997 · 
1998 · 
1999 · 
2000 · 
2001 · 
2002 · 
2003 · 
2004 · 
2005 · 
2006 · 
2007 · 
2008 · 
2009 · 
2010 · 
2011 · 
2012 ·
2013 ·
2014 ·
2015 ·
2016 ·
2017 ·
2018 ·
2019 ·
2020 ·
2021 ·
2022 ·
2023 ·
2024
Albanië ·
Algerije ·
Angola ·
Australië ·
Azerbeidzjan ·
Bangladesh ·
Bosnië en Herzegovina ·
Bukina Faso ·
Burundi ·
Cambodja ·
Canada ·
China ·
Colombia ·
Congo-Kinshasa ·
Curaçao ·
Egypte ·
Filipijnen ·
Finland ·
Guinee ·
Haïti ·
Hongkong ·
IJsland ·
India ·
Indonesië ·
Irak ·
Iran ·
Japan ·
Jemen ·
Jordanië ·
Kaapverdië ·
Kazachstan ·
Kenia ·
Kirgizië ·
Koeweit ·
Letland ·
Libanon ·
Libië ·
Malediven ·
Maleisië ·
Marokko ·
Mauritanië ·
Myanmar ·
Nepal ·
Nieuw-Zeeland ·
Noord-Korea ·
Noord-Macedonië ·
Noorwegen ·
Oeganda ·
Oekraïne ·
Oezbekistan ·
Oman ·
Pakistan ·
Palestina ·
Panama ·
Paraguay ·
Qatar ·
Saoedi-Arabië ·
Servië ·
Singapore ·
Soedan ·
Sri Lanka ·
Syrië ·
Tadzjikistan ·
Taiwan ·
Thailand ·
Togo ·
Trinidad en Tobago ·
Tsjaad ·
Tunesië ·
Turkmenistan ·
Verenigde Arabische Emiraten ·
Vietnam ·
Wit-Rusland ·
Zimbabwe ·
Zuid-Jemen ·
Zuid-Korea ·
Zweden
JFA · A-Internationals · Selecties · Bondscoaches · Statistieken · Olympisch elftal · Japans vrouwenelftal · Japan U21 · Japan U20 · Japan U19 · Japan U18 · Japan U17
1910 – 1949 · 
1950 – 1959 · 
1960 – 1969 · 
1970 – 1979 · 
1980 – 1989 · 
1990 – 1999 · 
2000 – 2009 · 
2010 – 2019 · 
2020 – 2029
CC 1995 · 
CC 2001 · 
CC 2003 · 
CC 2005
WK 1998 · 
WK 2002 · 
WK 2006 · 
WK 2010 · 
WK 2014 · 
WK 2018
OS 1936 · 
OS 1956 ·
OS 1964 · 
OS 1968 · 
OS 1996 ·
OS 2000 ·
OS 2004 ·
OS 2008 ·
OS 2012 ·
OS 2016 ·
OS 2020
1917 · 
1918 · 1919 · 
1921 · 
1922 · 
1923 · 
1924 · 
1925 · 
1926 · 
1927 · 
1928 · 1929 · 
1930 · 
1931 · 1932 · 1933 · 
1934 · 
1935 · 
1936 · 
1937 · 1938 · 
1939 · 
1940 · 
1941 · 
1942 · 
1943 – 1950 · 
1951 · 
1952 · 1953 · 
1954 · 
1955 · 
1956 · 
1957 · 
1958 · 
1959 · 
1960 · 
1961 · 
1962 · 
1963 · 
1964 · 
1965 · 
1966 · 
1967 · 
1968 · 
1969 · 
1970 · 
1971 · 
1972 · 
1973 · 
1974 · 
1975 · 
1976 · 
1977 · 
1978 · 
1979 · 
1980 · 
1981 · 
1982 · 
1983 · 
1984 · 
1985 · 
1986 · 
1987 · 
1988 · 
1989 · 
1990 · 
1991 · 
1992 · 
1993 · 
1994 · 
1995 · 
1996 · 
1997 · 
1998 · 
1999 · 
2000 · 
2001 · 
2002 · 
2003 · 
2004 · 
2005 · 
2006 · 
2007 · 
2008 · 
2009 · 
2010 · 
2011 · 
2012 · 
2013 · 
2014 · 
2015 ·
2016 ·
2017 ·
2018 ·
2019 ·
2020 ·
2021 ·
2022
Afghanistan ·
Angola ·
Argentinië ·
Australië ·
Azerbeidzjan · 
Bahrein ·
Bangladesh ·
België ·
Bolivia ·
Bosnië en Herzegovina ·
Brazilië ·
Brunei ·
Bulgarije ·
Cambodja ·
Canada ·
Chili ·
China ·
Colombia ·
Costa Rica ·
Cyprus ·
Denemarken ·
Duitsland ·
Ecuador ·
Egypte ·
El Salvador ·
Engeland ·
Filipijnen ·
Finland ·
Frankrijk ·
Ghana ·
Griekenland ·
Guatemala ·
Haïti ·
Honduras ·
Hongarije ·
Hongkong ·
IJsland ·
India ·
Indonesië ·
Irak ·
Iran ·
Israël ·
Italië ·
Ivoorkust ·
Jamaica ·
Jemen ·
Joegoslavië ·
Jordanië ·
Kameroen ·
Kazachstan ·
Kirgizië ·
Koeweit ·
Kroatië ·
Letland ·
Luxemburg ·
Macau ·
Maleisië ·
Mali ·
Malta ·
Mexico ·
Mongolië ·
Montenegro ·
Myanmar ·
Nederland ·
Nepal ·
Nieuw-Zeeland ·
Nigeria ·
Noord-Korea ·
Noorwegen ·
Oekraïne ·
Oezbekistan ·
Oman ·
Oostenrijk ·
Pakistan ·
Palestina ·
Panama ·
Paraguay ·
Peru ·
Polen ·
Qatar ·
Roemenië ·
Rusland ·
Saoedi-Arabië ·
Schotland ·
Senegal ·
Servië ·
Servië en Montenegro ·
Singapore ·
Slowakije ·
Sovjet-Unie ·
Spanje ·
Sri Lanka ·
Syrië ·
Tadzjikistan ·
Taiwan ·
Thailand ·
Togo ·
Trinidad en Tobago ·
Tsjechië ·
Tunesië ·
Turkije ·
Turkmenistan ·
Uruguay ·
Venezuela ·
Verenigde Arabische Emiraten ·
Verenigde Staten ·
Vietnam ·
Wales ·
Wit-Rusland ·
Zambia ·
Zuid-Afrika ·
Zuid-Jemen ·
Zuid-Korea ·
Zuid-Vietnam ·
Zweden ·
Zwitserland
Australië (2006) · 
Brazilië (2006) · 
België (2018) · 
Colombia (2014) · 
Colombia (2018) ·
Denemarken (2010) ·
Duitsland (2022) · 
Frankrijk (2001) · 
Griekenland (2014) · 
Ivoorkust (2014) · 
Kameroen (2010) · 
Kroatië (2006) · 
Nederland (2010) ·
Polen (2018) ·
Senegal (2018) ·
Spanje (2022)